# Schenectady County Airport
Schenectady Couty Airport (en français: aéroport du comté de Chenectady) est un aéroport à usage public appartenant au comté et situé à 6 kilomètres au nord de Schenectady, une ville du comté de Schenectady, dans l'État de New York, aux États-Unis. Il est inclus dans le Plan national des systèmes aéroportuaires intégrés (en) pour 2011-2015, qui le classe (en) comme aéroport de relève.
Fondé en 1927, l'aéroport abrite Richmor Aviation, Fortune Air, la 109th Airlift Wing (en) (109 AW) de la New York Air National Guard (en), l'Empire State Aerosciences Museum (en) et plusieurs avions privés.

## Stratton Air National Guard Base
La partie militaire de Schenectady County Airport s'appelle Stratton Air National Guard Base. Elle accueille la 109th Airlift Wing (en) de la New York Air National Guard (en) (sous diverses désignations) depuis 1949. La base porte le nom du représentant conservateur démocrate américain Sam Stratton (en), qui représentait Albany. L'unité est unique car c'est la seule de l'US Air Force à posséder 10 avions C-130 Hercules équipés de skis et la seule à posséder la capacité de transport de fret aérien du pays vers des destinations polaires. Depuis 1971, le 109th joue un rôle important dans le soutien des expéditions de recherche de la Fondation nationale pour la science aux pôles Nord et Sud.

## Installations et appareils
Le Schenectady County Airport couvre une superficie de 304 hectares à une altitude de 115 mètres. Il dispose de deux pistes asphaltées:  
- La 4/22, mesurant 2 134 mètres de long pour 46 mètres de large
- La 10/28 mesurant 1 478 mètres de long pour 46 mètres de large.

La piste 15/33 (873 mètres de long pour 15 mètres de large) est maintenant une voie de circulation.
Pour la période de 12 mois se terminant le 31 décembre 2009, l'aéroport compte 62 588 mouvements aériens, une moyenne de 171 par jour. À cette époque, 110 avions sont basés sur cet aéroport.